# (5126) Achaemenides
(5126) Achaemenides ist ein Asteroid aus der Gruppe der Jupiter-Trojaner. Damit werden Asteroiden bezeichnet, die auf den Lagrange-Punkten auf der Bahn des Jupiter um die Sonne laufen. (5126) Achaemenides wurde am 1. Februar 1989 von der US-amerikanischen Astronomin Carolyn Shoemaker am Palomar-Observatorium entdeckt. Er ist dem Lagrangepunkt L4 zugeordnet.
Der Asteroid ist nach der mythologischen Figur des Achaemenides benannt, einem Krieger der Griechen und Gefährten des Odysseus im Trojanischen Krieg.